# Пелзер (Јужна Каролина)
Пелзер (енгл. Pelzer) град је у америчкој савезној држави Јужна Каролина.

## Демографија
По попису из 2010. године број становника је 89, што је 8 (-8,2%) становника мање него 2000. године.
| Група             | 2000.      | 2010.      |
| Белци             | 92 (94,8%) | 82 (92,1%) |
| Афроамериканци    | 0 (0,0%)   | 2 (2,2%)   |
| Азијати           | 0 (0,0%)   | 0 (0,0%)   |
| Хиспаноамериканци | 1 (1,0%)   | 4 (4,5%)   |
| Укупно            | 97         | 89         |